# Rita Lobato
Rita Lobato Velho Lopes (Rio Grande, 9 de junho de 1866 — Rio Pardo, 6 de janeiro de 1954) foi uma médica, ativista e política brasileira. Nascida prematura de sete meses, a filha de Rita Carolina Velho Lopes e Francisco Lobato Lopes, um rico estancieiro e comerciante de charque gaúcho, é considerada a primeira mulher a se formar e exercer a Medicina no Brasil.  Com especialização em obstetrícia, também é titulada como a segunda médica a obter o êxito acadêmico na área em todo o continente sul-americano.

## Infância e adolescência
Rita nasceu na cidade de Rio Grande, no Rio Grande do Sul, em 1866. Passou os primeiros quatro anos de vida na Estância de Santa Isabel, localidade próxima a cidade de Pelotas. Sua família, além dela própria, da mãe e do pai, era composta por treze irmãos.
Ao completar cinco anos de idade, em 1871, mudou-se com a família para a Estância do Areal, onde foi introduzida aos estudos. Dedicada e excepcional, concluiu o primário aos nove anos.
Em decorrência das atividades exercidas pelo pai, estabeleceu moradia em diversas estâncias e, consequentemente, estudou em muitos colégios nos arredores de Pelotas.
Durante a pré-adolescência, Rita começou a namorar Antônio Maria Amaro de Freitas, um primo distante com quem viria a casar e ter uma filha anos mais tarde. O romance, no entanto, não atrapalhou os planos da jovem de morar no Rio de Janeiro para que pudesse perseguir o sonho de cursar Medicina.
Rita Lobato extraiu da infância e da adolescência o melhor que pode, era membro de uma família rica com 13 irmãos além dela, do pai (Francisco Lobato Lopes) e da mãe (Rita Carolina Velho Lopes). Rompeu os padrões sociais do seu tempo. Ainda jovem já convivia com os membros da elite da época e já havia viajado por diversas cidades, feito amizades que perdurariam por toda a vida. Ela foi extremamente estudiosa e aos 21 anos de idade mesmo com compromisso de casamento firmado com Antônio Maria Amaro de Freitas (seu primo) realizou o grande sonho de se formar pela Escola de Medicina da Universidade Federal da Bahia.

## Educação

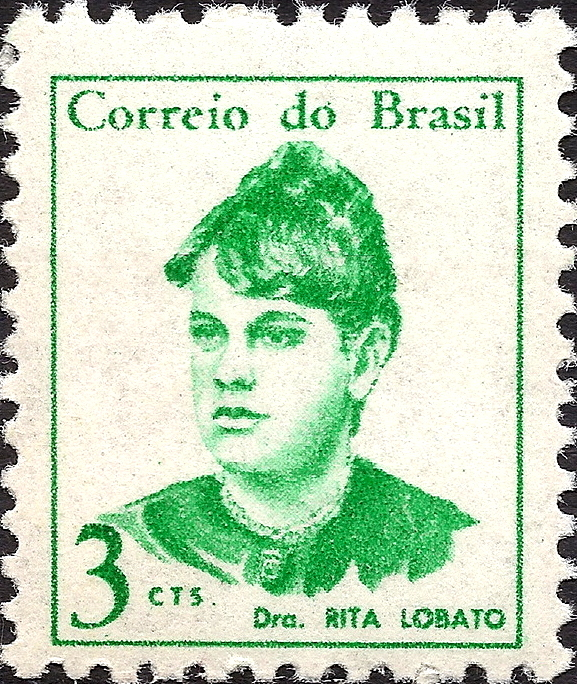
Selo brasileiro de 1967 em homenagem a Rita Lobato

Após a conclusão do ensino primário, Rita consolidou um desejo expresso desde a infância e optou por cursar Medicina. Quando criança, a menina revelou a mãe que gostaria de exercer a mesma profissão que Doutor Romano, um médico italiano que tinha a família em sua lista de clientes.
Com o falecimento de Dona Rita Carolina, a filha prometeu evitar que situações como a que ocasionou a morte da mãe se repetissem. Sua meta passou a ser uma especialização em obstetrícia a fim de evitar outras mortes durante o parto.
Para atingir seu objetivo, no entanto, deveria matricular-se em um curso preparatório. Na época, a única forma de garantir o desenvolvimento das competências necessárias para concorrer a uma vaga nos cursos mais disputados. Primordialmente masculinos e caros, os estudos eram de difícil acesso e raramente habilitavam mulheres na disputa por um ingresso à faculdade.
Com o apoio da família, Rita mudou de cidade para enfim dedicar-se ao preparatório e deste modo adquirir chances mais altas de competir no mesmo nível dos concorrentes. É importante destacar que a independência econômica dos Lobato Velho foi decisiva para que a jovem tivesse acesso ao único caminho até a graduação. Outro fator que tornou possível seu acesso ao curso de Medicina foi o decreto imperial nº 7247, de 19 de abril de 1879. De acordo com o documento, assinado por D. Pedro II, tornava-se proibida a discriminação contra mulheres no ensino superior. Através do decreto, em vigência a partir de 1881, estudantes do sexo feminino poderiam adquirir títulos acadêmicos.
Neste cenário, Francisco Lobato deixou o Rio Grande do Sul e mudou-se com os filhos para o Rio de Janeiro. Em 1884, o pai matriculou Rita e um de seus irmãos, Antônio, no curso de Medicina.
Em um ambiente majoritariamente masculino, como era comum durante o período, três moças destoavam do todo: Ermelinda Lopes de Vasconcelos, Antonieta César Dias e Rita Lobato, que haviam acabado de ingressar na Faculdade de Medicina do Rio de Janeiro.
Contrariando as noções pré-estabelecidas de que a educação superior feminina estava condicionada ao magistério como apoio à formação de professoras destinadas a lecionar em cursos primários, as mulheres que ousaram adentrar outros cursos facilitaram o processo educacional de futuras estudantes, que passaram a enfrentar com menor frequência as questões de ordem moral tão populares na época. As influências da ideologia vitoriana que norteavam as ações da sociedade brasileira começaram a ceder espaço para o investimento na profissionalização de acadêmicas do sexo feminino, com o apoio de personalidades como Ruy Barbosa. Em específico na Medicina, as estudantes pioneiras foram responsáveis pela desmistificação de teorias positivistas, deterministas, evolucionistas e higienistas que associavam a mulher ao estereótipo de fragilidade moral e intelectual.
Embora querida pelo diretor Sabóia, antigo dirigente da Faculdade de Medicina, os estudos de Rita foram interrompidos ao fim do primeiro ano pelo conflito entre o irmão e a reitoria da instituição. A causa do episódio, que resultou em agressão corporal e discussões calorosas entre os envolvidos, foi a Reforma Felipe Franco de Sá. A medida alterou o regulamento das escolas superiores e declarou possível a antecipação de exames, entre outras modificações que alguns alunos julgaram prejudiciais.
Na intenção de precaver os filhos contra retaliações pelo ocorrido, Francisco embarcou com a família no navio Vapor Ceará rumo a Salvador. Após a chegada, no dia 14 de maio de 1885, Rita e os irmãos receberam mais uma chance de completar os estudos.
Matriculada no segundo ano da Faculdade de Medicina da Universidade Federal da Bahia, Rita estava inicialmente receosa em relação a algum tipo de possível recepção hostil, mas surpreendeu-se com a ternura dos colegas. Além das amizades com os estudantes da nova classe, a jovem era muito próxima dos professores e celebrava eventos e festas nas residências dos próprios intelectuais. Alguns deles, com quem tinha maior proximidade, eram José Pedro de Souza, Manoel Joaquim Saraiva, Antônio Pacífico Pereira e Manuel Vitorino.
Os seis anos de duração do curso de Medicina tornaram-se três devido ao empenho da estudante. Cinquenta dias após a primeira aula, Rita fez uso da norma que a tinha levado até Salvador e requereu o adiantamento de seus exames. Aprovada, continuou a estudar incessantemente e em março de 1886 já estava matriculada no terceiro ano. Cerca de dois meses depois, solicitou um novo adiantamento e foi aprovada mais uma vez. Em julho do mesmo ano a aluna prodígio cursava o quarto período e em outubro realizou as provas que a levariam ao quinto ano. Absurdamente avançada em relação aos parâmetros, decidiu tirar férias e passar cinco meses conhecendo a Bahia. Ao retornar, o quinto período foi completado em dois meses e meio, sendo o início datado em março de 1887 e a conclusão em junho. Na ocasião, aos 21 anos, ingressou e concluiu o sexto período em dois meses, finalizando sua jornada acadêmica em outubro do mesmo ano.
Com notas sempre exemplares nas disciplinas de Física Médica, Química Mineral, Mineralogia Médica, Botânica, Zoologia Médica, Química Orgânica, Histologia, Anatomia Geral e Descritiva, Fisiologia, Anatomia, Fisiologia Patológica, Patologia Geral, História da Medicina, Toxicologia e Medicina Legal, só faltava apresentar a tese de conclusão do curso. Em um auditório lotado, Rita Lobato foi aprovada pela Comissão Revisora em 24 de novembro de 1887 com a tese "Paralelo entre os métodos preconizados na operação cesariana". Menos de um mês depois, em 10 de dezembro, foi consagrada como a primeira mulher formada em Medicina no Brasil durante sua cerimônia de formatura.
A escolha do tema e o recorte atribuído a ele fizeram com que a recém-formada recebesse inúmeras críticas de homens e mulheres que consideravam o conteúdo do documento inadequado. Entretanto, Rita acreditava na subversão de um sistema de atendimento que prezava o pudor em detrimento da saúde. Quando começou a atender, mulheres que se recusavam a ser minuciosamente examinadas por médicos do sexo masculino passaram a frequentar seu consultório.

## Carreira e matrimônio
Ao se formar, Rita brevemente se despediu dos irmãos e retornou ao Rio Grande do Sul na companhia do pai. Antônio Maria Amaro de Freitas, com quem manteve um relacionamento à distância durante os anos de faculdade, a esperava por lá.
Em pouco tempo, a médica começou a atender em consultório particular. Sua clientela era majoritariamente feminina.
Rita e Antônio casaram em 18 de julho de 1889, na Estância Santa Vitória, em Jaguarão. Neste dia, adotou o nome Rita Lobato Freitas como oficial. Após um ano vivendo na cidade, o casal retornou a Porto Alegre. A partir desse momento, ela passou a atender em seu próprio domicílio, recebendo pacientes de todas as classes sociais.
Em 26 de outubro de 1890 nasceu Isis Lobato Freitas, a primeira e única filha do casal. Meses após dar à luz a menina, Rita viajou ao lado da família para a Europa. No retorno, durante o ano seguinte, adquiriram a Estância de Capivari, onde Antônio definitivamente abandonou sua formação em Direito para dedicar-se aos trabalhos rurais e à mineração.
Nove anos depois, em março de 1910, Rita Lobato deixou a família já consolidada para retomar os estudos. Na intenção de adquirir conhecimento acerca dos novos procedimentos e descobertas na área da Medicina, a doutora passou a residir em Buenos Aires por cinco meses, onde frequentou cursos e palestras, estagiou em hospitais portenhos e atendeu à conferências do setor.
No retorno ao Brasil, continuou a trabalhar sob influência de seus ideais e do respeito à memória da mãe: atendia aos ricos e pobres de Capivari, Rio Pardo e arredores.
Em 1925, a filha de Rita e Antônio subiu ao altar. Logo após a cerimônia de casamento, a médica decidiu se aposentar e encerrar as atividades na área. O material cirúrgico utilizado em sua antiga clínica foi doado à Santa Casa de Misericórdia, em Porto Alegre.

## Família
Rita Lobato era muito próxima dos familiares e do marido, já que estes eram seus maiores apoiadores. Enquanto viva, recebeu a notícia da morte de muitos deles com profunda tristeza.
A mãe, Rita Carolina Velho Lopes, faleceu após dar à luz ao décimo quarto filho. Na época, Rita, aos 17 anos, testemunhou a morte da progenitora em decorrência de uma hemorragia grave gerada por complicações no parto e prometeu nunca deixar que a história se repetisse em suas mãos.
Em carta deixada para a família e lida postumamente, Dona Carolina pedia: “Minha filha, se fores médica algum dia, praticas sempre a caridade”. Tais palavras jamais foram esquecidas e a médica atendeu aos desejos da mãe até o fim de seu exercício na Medicina.
Vítima da varíola, um dos irmãos de Rita faleceu em 1885, aos onze anos de idade.
Em 1898, o mais velho entre os treze irmãos veio a falecer em São Paulo.
A morte do pai ocorreu meses depois, no mesmo ano. Francisco Lobato caminhava ao lado de Rita todos os dias até a faculdade, aguardando o fim das aulas e o retorno da filha sentado em frente à praça da instituição. Por essa e outras razões, a doutora encontrava-se verdadeiramente abalada com o fatídico acontecimento.
Um ano após o casamento da filha, em 20 de setembro de 1926, o marido faleceu.

## Movimento de apoio ao voto feminino
Com a morte do marido, Rita passou a buscar novas motivações e exercícios. Sob influência da bióloga e ativista Bertha Lutz, passou a apoiar a luta pelo direito ao voto feminino. A partir desse momento, tornou-se parte integrante da causa e teve oportunidade de acompanhar algumas vitórias de perto. O triunfo do Código Eleitoral de 1932 e a eleição da médica Carlota Pereira de Queirós para o Congresso Nacional foram apenas algumas delas.

## Política
O envolvimento com a política levou Rita Lobato ao cenário político. Após filiar-se ao Partido Libertador, a médica disputou, em 1934, o cargo de vereadora de Rio Pardo, no Rio Grande do Sul. Em 21 de agosto do mesmo ano, foi eleita como a primeira mulher a ocupar a posição na localidade.
Embora a ascensão do Estado Novo, derivado do golpe getulista de 1937, tenha interrompido seu mandato ao interditar as câmaras municipais, a médica continuou a apoiar e lutar pelo que acreditava até o fim da vida. Nem o acidente vascular cerebral que sofreu em 1940, já aos 73 anos, a impediu de estar atenta aos desdobramentos da política nacional.

## Morte
Durante os últimos meses de vida, mesmo vítima parcial de deficiência auditiva e visual, manteve-se lúcida e altiva. Rita Lobato Velho Lopes faleceu na Estância de Capivari, em Rio Pardo, no interior do Rio Grande do Sul, aos 87 anos, em 6 de janeiro de 1954. Seu corpo está sepultado no Cemitério Municipal de Rio Pardo.